# Librace

Simulovaný pohled na Měsíc během jednoho jeho oběhu kolem Země

Librace (z latinského libro – vyvažovat) je v astronomii označení pro velmi pomalou oscilaci satelitu (ať již reálnou či zdánlivou), jak se jeví pozorovateli na hmotnějším mateřském tělese, které satelit obíhá. Většinou se tento termín používá k označení kývavého pohybu Měsíce vůči pozorovateli na Zemi.
Přestože je totiž rotace Měsíce kolem Země synchronní neboli vázaná (tj. Měsíc nám stále ukazuje jednu tzv. přivrácenou stranu), librace umožňuje pozorovatelům na Zemi v průběhu jedné měsíční periody spatřit více než jednu polovinu jeho povrchu – přibližně jde o 59 % jeho povrchu. Ovšem pro praktickou využitelnost je tato hodnota nižší, neboť zkreslení v librační zóně je často příliš velké. Pohybuje se lehce nad 50 %.

## Složky měsíční librace
Měsíční librace má čtyři různé složky:
- librace v selenografické šířce – tato složka je relativně malá a její příčinou je mírný sklon rotační osy Měsíce k rovině jeho oběhu kolem Země (činí 6,7°). K Zemi se tak střídavě přiklánějí severní a jižní měsíční pól a z ní tak lze spatřit oblast za severním či jižním okrajem. Jedná se tedy o podobný proces jako střídání ročních období či polární den a noc na naší planetě.
- librace v selenografické délce – tento pohyb je u Měsíce dominantní a souvisí s excentricitou dráhy našeho satelitu kolem Země. Z důvodu zachování celkového momentu hybnosti (viz Druhý Keplerův zákon) z našeho pohledu Měsíc na své dráze zrychluje a zpomaluje svou rotaci kolem Země. Nejrychleji se po své eliptické dráze pohybuje v perigeu, nejpomaleji v apogeu, přičemž otáčení kolem vlastní osy sice není konstantní, ale tyto odchylky jsou relativně zanedbatelné. Díky těmto faktorům lze v určitých bodech jeho dráhy nahlédnout za pravý či levý okraj přivrácené strany Měsíce.
- paralaktická librace – neboli půldenní librace, ta souvisí s rotací Země samotné. Pozorovateli se během jednoho dne – díky otáčení jeho vlastní polohy kolem osy rotace naší planety – naskýtají na Měsíc pohledy z různých úhlů. Největší výchylka je během východu a západu Měsíce na obloze, na rovníku (kde je maximální) činí rozdíl polohy pozorovacích stanovišť více než 12 tisíc km.
- fyzická librace – souvisí právě s drobnými odchylkami v jinak rovnoměrné rotaci Měsíce kolem vlastní osy. Dosahuje hodnot jen několika obloukových minut.

## Výskyt u jiných satelitů
Librace se vyskytuje také u jiných satelitů Sluneční soustavy – díky tomu také dochází k časově proměnným slapovým deformacím, které např. v případě Jupiterova měsíce Io jsou dostatečně velké k buzení mohutné vulkanické činnosti na jeho povrchu.